# Selenča

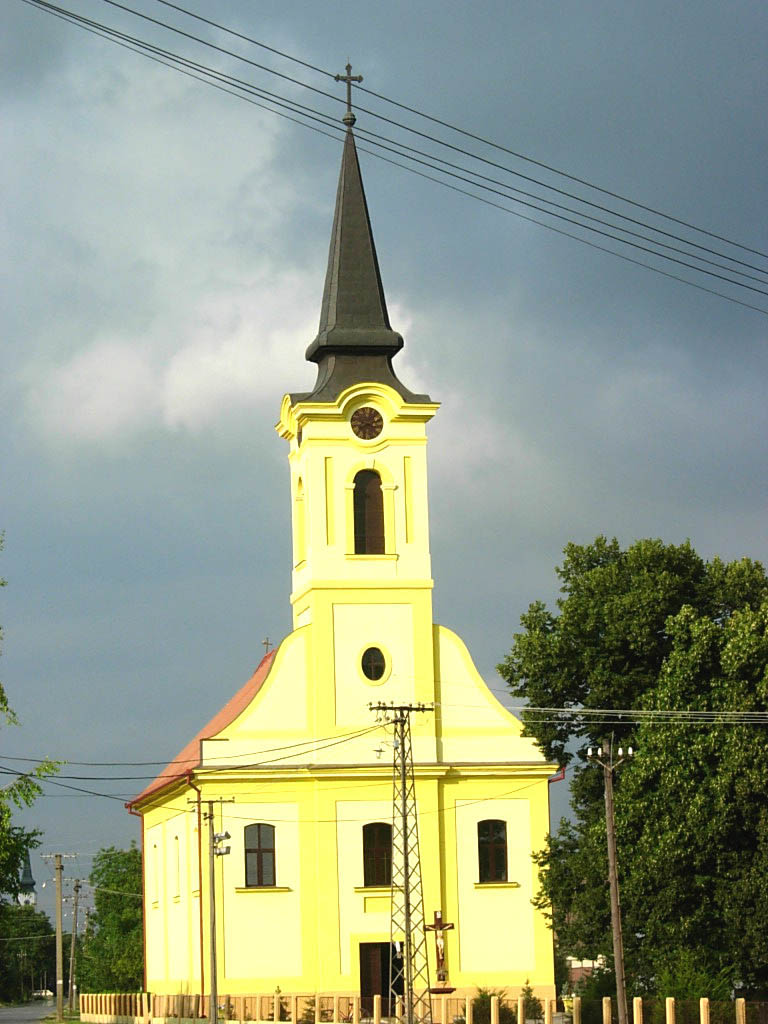
Kath. Kirche der Heiligsten Dreifaltigkeit in Selenča

Selenča ist ein serbisches Dorf im Verwaltungsbezirk Južna Bačka im westlichen Teil der Provinz Vojvodina mit ca. 3200 Einwohnern mehrheitlich slowakischer Abstammung.

## Bevölkerungsstatistik 2002
- Slowaken: 91,2 %
- Roma: 5,3 %
- Serben: 1,4 %
- Ungarn: 0,4 %